# نعم سيدتي (فلم)
نعم سيدتي (بالإيطالية: Sissignora) هو فيلم أبيض وأسود درامي رومانسي إيطالي عام 1942 من إخراج فرديناندو ماريا بوجيولي وبطولة ماريا دينيس، ليوناردو كورتيز وإيما غراماتيكا. تم تصويره في استوديوهات سينشيتا في روما. تم تصميم ديكورات الفيلم من قبل المخرج الفني فولفيو جاكيا.
عُرض الفيلم في مهرجان لوكارنو السينمائي الدولي في عام 2021.

## روابط خارجية
- نعم سيدتي  في قاعدة بيانات الأفلام على الإنترنت (بالإنجليزية)